# 四ツ池 (小牧市)

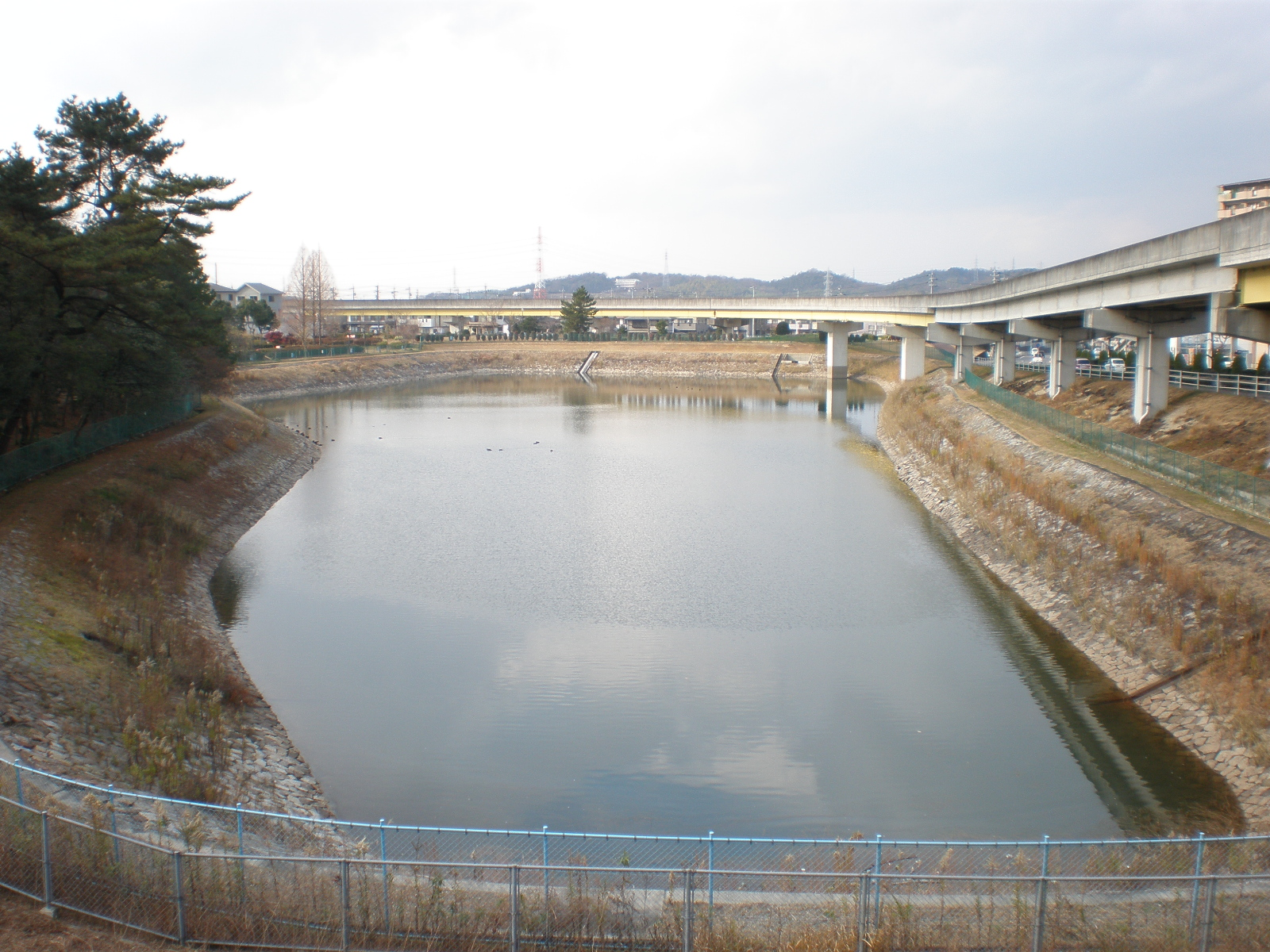
四ツ池

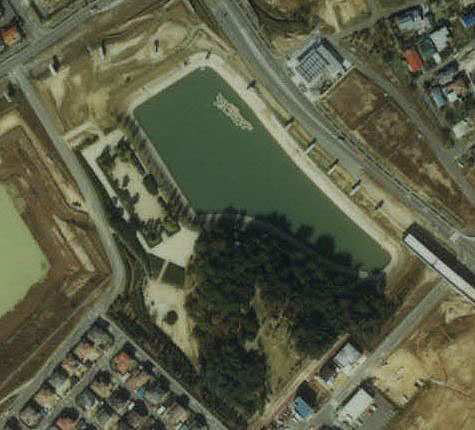
1987年度（昭和62年）に撮影された四ツ池と建設途中の桃花台西公園。

四ツ池（よついけ）は、愛知県小牧市東部の桃花台西公園内にある農業用のため池である。面積は41,241m2。市内で最大級のため池の1つである。元々は現在の10倍の大きさがあったが、桃花台ニュータウン整備にあたって縮小された。なお池の周囲は現在フェンスで囲われており、入ることができない。

## 所在地
愛知県小牧市古雅3丁目62 桃花台西公園内

## 周辺
※桃花台西公園参照

## 関連書籍
- 『小牧の川・用水～小牧叢書19』小牧市文化財資料研究員会編（小牧市教育委員会、2004年）